# Езеро (футбольный клуб)
ФК «Езеро» — черногорский футбольный клуб, базирующийся в городе Плав. Клуб играет в Первой лиге Черногории.

## История
По разной информации, футбольный клуб «Езеро» был основан в 1934 или 1948 году. Клуб назван в честь Плавского озера (черног. Plavsko jezero), на берегу которого находится город Плав.
С момента основания клуб играл в низших лигах чемпионата Югославии.
Лишь по итогам сезона 2001/02 команда заработала право выступать во Второй лиге Сербии и Черногории, где провела лишь на один сезон. После обретения Черногорией независимости «Езеро» стал выступать во Второй лиге Черногории. В сезоне 2007/08 команда заняла первое место и получила право выступать в Первой лиге. Но в первом же сезоне команда вылетела обратно, где играла до 2020 года. С сезона 2020/21 «Езеро» является участником Первой лиги.

## История выступлений

### Чемпионат и Кубок Черногории (2006)
| Сезон   | Дивизион    | Место | Кубок        |
| ------- | ----------- | ----- | ------------ |
| 2006/07 | Вторая лига | 9     | Первый раунд |
| 2007/08 | Вторая лига | 1     | Первый раунд |
| 2008/09 | Первая лига | 10    | Второй раунд |
| 2009/10 | Вторая лига | 7     | 1/8 Кубка    |
| 2010/11 | Вторая лига | 9     | 1/8 Кубка    |
| 2011/12 | Вторая лига | 7     | Первый раунд |
| 2012/13 | Вторая лига | 6     | Первый раунд |
| 2013/14 | Вторая лига | 3     | Второй раунд |
| 2014/15 | Вторая лига | 9     | Первый раунд |
| 2015/16 | Вторая лига | 10    | Первый раунд |
| 2016/17 | Вторая лига | 5     | Первый раунд |
| 2017/18 | Вторая лига | 9     | Первый раунд |
| 2018/19 | Вторая лига | 7     | Первый раунд |
| 2019/20 | Вторая лига | 2     | Первый раунд |
| 2020/21 | Первая лига | 5     | Первый раунд |
| 2021/22 | Первая лига | 6     | Первый раунд |